# Abdallah Muhammad Abd al-Halim
Abdallah Muhammad Abd al-Halim (ur. w 1913 Kafr Bulin w Egipcie, zm. 1970) – egipski powieściopisarz, nowelista, scenarzysta filmowy i telewizyjny.

## Życiorys
Studia ukończył na Wydziale Literatury Arabskiej w roku 1937. Następnie pracował w Kairze w Akademii Języka Arabskiego. Od roku 1967 pracował na stanowisku redaktora naczelnego czasopism wydawanych przez tę Akademię.
Jako pisarz wyjechał na roczną podróż do Francji aby tam zapoznać się z literaturą tego kraju. W swoich utworach pisze zazwyczaj w pierwszej osobie, jednakże niekoniecznie pisząc o sobie samym.

## Powieści
- Lakita (Podrzutek) - 1946
- Ba'da'lghurub (Po zachodzie) - 1949
- Szams al-charif (Jesienne słońce) - 1952
- Ghusn az-zajtun (Gałązka oliwna) - 1955
- Min adżli waladi (Dla mego syna) - 1957
- Sukun al'-asifa (Cisza burzy) - 1960

## Nowele
- Al-Nafidha al-ghurubijja (Zachodnie okno) - 1954
- Alwan min as-sa'ada (Barwy szczęścia) - 1958